# دراکچیچی
دراکچیچی (به صربی: Drakčići) یک منطقهٔ مسکونی در صربستان است که در کرالیفو واقع شده‌است. دراکچیچی ۶۳۸ نفر جمعیت دارد.